# Duett (Zigarettenmarke)
Duett war eine Zigarettenmarke in der DDR. Eine Schachtel mit 20 Zigaretten kostete 6 Mark. Sie war eine der wenigen DDR-Sorten im 100er Format, also im Format Super King Size. Heute werden die Duett-Markenzigaretten überwiegend in den neuen Bundesländern vertrieben, in den alten Bundesländern sind sie ein Nischenprodukt. Die Marke Duett hat sich bis heute trotz des größeren Angebotes an Zigaretten-Marken im Vergleich zu DDR-Zeiten behauptet. 
Die Charakteristik dieser Markenzigarette ist Traditional Blend, die Verpackung besteht aus einer Hartbox. Sie wird im Reemtsma-Stammwerk Langenhagen bei Hannover hergestellt.